# Borborigmo
Borborigmo (do Grego βορβορυγμός) também conhecido por rugido estomacal ou barulho estomacal é o som produzido pela contracção dos músculos gástricos e intestinais de alguns animais, nos quais o Homem está incluído.
Este rugido, nem sempre perceptível, é uma parte normal da digestão. Origina-se no estômago ou na primeira secção do intestino delgado à medida que os músculos se contraem de modo a fazer com que o quilo e o quimo passem pelo tracto gastrointestinal. Ocorre, por vezes, devido à activação involuntária dos movimentos peristálticos.
Apesar desta contracção muscular acontecer quer a comida esteja ou não presente, é muito mais comum após o animal ter passado várias horas sem comer. É por este motivo que barulhos do estômago são muito associados com a fome na cultura popular.
Estes rugidos podem também ter origem quando ocorre uma digestão incompleta de comida, o que pode levar a um excesso de gases no intestino. Nos seres humanos, isto pode acontecer quando ocorre uma digestão insuficiente de alimentos ricos em hidratos de carbono, como o leite e os laticínios (intolerância à lactose ou pelo uso de enzimas por diabéticos), glúten (doença celíaca), frutos, vegetais, feijões e fibras. Nalguns casos mais raros, barulho abdominal excessivo pode ser um sintoma de patologias digestivas, especialmente quando acompanhado de inchaço abdominal, dores abdominais, diarreia ou obstipação. Alguns exemplos de doenças associadas a este sintoma incluem neoplasma carcinóide e a doença celíaca.